# Шёберг, Гитта-Мария
Гитта-Мария Шёберг (швед. Gitta-Maria Sjöberg; род. 25 июля 1957, Тролльхеттан) — датская оперная певица (сопрано) шведского происхождения.

## Биография
Закончила Оперную академию в Копенгагене, где училась у финского бас-баритона Кима Борга. Солистка Королевского театра Дании.
Живёт на Борнхольме.

## Репертуар
Пела в операх Глюка, Вагнера, Бизе, Верди, Пуччини, Дворжака, Чайковского, Легара, Рихарда Штрауса, Яначека, датского композитора Бу Холтена (Визит лейб-медика, 2008, по историческому роману П. У. Энквиста), исполняла Немецкий реквием Брамса, песни Шуберта, джазовые композиции. Гастролировала в странах Европы, в Латинской Америке, США и Канаде, в Японии и Сингапуре. Выступала в Риге и Санкт-Петербурге.

## Творческие контакты
Пела с Пласидо Доминго, Роберто Аланья. Работала с такими дирижёрами, как Окко Каму, Йорма Панула, Адам Фишер, Микаэль Шёнвандт, Маттиас Эшбахер, Геннадий Рождественский, Александр Поляничко и другими. Её концертным выступлениям аккомпанировал британский пианист Роджер Виньоль.

## Признание
Кавалерственная дама ордена Данеброг (1996), кавалер I класса того же ордена (2004). После исполнения партии Эмилии Марти в Средстве Макропулоса Яначека на сцене Дюссельдорфского оперного театра немецкая пресса назвала Шёберг певицей 2000 года.